# Taboleiro Grande
Taboleiro Grande est une municipalité brésilienne située dans l'État du Rio Grande do Norte.